# Serica taibashanica
Serica taibashanica är en skalbaggsart som beskrevs av Ahrens 2005. Serica taibashanica ingår i släktet Serica och familjen Melolonthidae. Inga underarter finns listade i Catalogue of Life.